# Municipio de Bear Creek (Pensilvania)
El municipio de Bear Creek  (en inglés: Bear Creek Township) es un municipio ubicado en el condado de Luzerne en el estado estadounidense de Pensilvania. En el año 2000 tenía una población de 2.580 habitantes y una densidad poblacional de 15.1 personas por km².

## Geografía
El municipio de Bear Creek se encuentra ubicado en las coordenadas 41°07′29″N 75°45′04″O / 41.12472, -75.75111.

## Demografía
Según la Oficina del Censo en 2000 los ingresos medios por hogar en la localidad eran de $43,900 y los ingresos medios por familia eran $49,107. Los hombres tenían unos ingresos medios de $36,726 frente a los $26,053 para las mujeres. La renta per cápita para la localidad era de $19,427. Alrededor del 5,9% de la población estaban por debajo del umbral de pobreza.